# Bogumiły, Węgorzewski
Bogumiły [bɔɡuˈmiwɨ] (tiếng Đức: Amalienhof) là một khu định cư ở khu hành chính của Gmina Budry, thuộc Węgorzewski, Warmińsko-Mazurskie, ở phía bắc Ba Lan, gần biên giới với tỉnh Kaliningrad của Nga.
Trước năm 1945, khu vực này là một phần của Đức (Đông Phổ).